# Saturns heksagon
Saturns heksagon er et vedvarende heksagonalt mønster i skyene på Saturns nordpol. Heksagonen roterer rundt om den nordlige polarhvirvel ved ca. 78 grader nordlig bredde (78°N). Den blev opdaget af Voyager 1 i 1980 og bekræftet af Cassini i 2006.
Hver af siderne af det sekskantede skymønster er ca. 13.800 km lang, hvilket gør dem længere end diameteren af Jorden. Hele strukturen roterer med en periode på 10t 39m og 24s, samme periode som Saturns radiostråling fra dens indre. Men formationerne skifter ikke længdekreds som de andre skyer i den synlige atmosfære.
Saturns sydpol har ikke en sekskant, ifølge Hubble-teleskopets observationer,[kilde mangler] men den har også en hvirvel, og der er også en hvirvel inde i den nordlige heksagon.[kilde mangler]

## Billedgalleri
- Sekskanten fotograferet 27. november 2012
- Nærbillede af den nordlige polarhvirvel 27. november 2012
- Saturns heksagon ved den nordlige pol (billedet er filtreret).
- Animation af heksagonen (infrarød).